# Маслов Леонід Клавдійович
Маслов Леонід Клавдійович (нар. 3 березня 1967, м. Харків, УРСР) — український математик, громадський та політичний діяч, член Громадської ради доброчесності, військовий, розвідник окремої розвідроти у складі 92-ї окремої механізованої бригади Збройних Сил України.

## Біографічні відомості
Народився 3 березня 1967 року у Харкові, українець.
У 1983 поступив до Харківського національного університету на механіко-математичний факультет.
З 1985 до 1987 — проходження служби у лавах Радянської армії.
У 1990 році закінчив університет і поступив на аспірантуру до Фізико-технічного інституту низьких температур.
З 1993 до 1997 — працює молодшим науковим співробітником ФТІНТ НАН України.
У 1999 році засновує консалтингову фірму Сенс Консалтінг.
В 2005—2010 рр. — депутат Червонозаводської районної ради м. Харкова від політичної партії «Народний союз Наша Україна».
Активно брав участь у подіях Євромайдану.
У серпні 2014 року їде добровольцем до лав збройних сил України. У жовтні відправлений до зони АТО, де починає службу як розвідник окремої розвідроти у складі 92-ї окремої механізованої бригади.
З 11.11.2016 є членом Громадської ради доброчесності.

## Діяльність під час служби в армії
У складі своєї роти Леонід Маслов в основному займається розвідкою за допомогою безпілотних апаратів. Розвідорота, до складу якої входить Леонід, зафіксувала порушення Мінських домовленостей.
Леонід Маслов був однією з центральних особистостей у справі затримання російських кадрових військових на території України Олександра Александрова та Євгена Єрофєєва. Спочатку Маслов з іншими бійцями 92-ї окремої механізованої бригади взяв участь в операції із затримання росіян в зоні АТО під Щастям, а потім виклав відео з допитом затриманих військових. Після цього на ГРУ-шників було заведено справу за тероризм, Російська Федерація після кількатижневих вагань офіційно відмовилась від своїх громадян, а справа стала однією з центральних у звинуваченні Російської Федерації в активній участі у протистоянні на Донбасі. У травні 2016 обидва полонених були обміняні на Надію Савченко.
Був представлений до державних нагород. Нагороджений медаллю «За військову службу Україні».

## Громадська діяльність
Леонід Маслов долучається до правового та соціального захисту призовників та демобілізованих. Помічник народного депутата України Ярослава Маркевича

## Особисте життя
Одружений. Має чотирьох дітей.